# フルカ・オーバーアルプ鉄道HG3/4形蒸気機関車

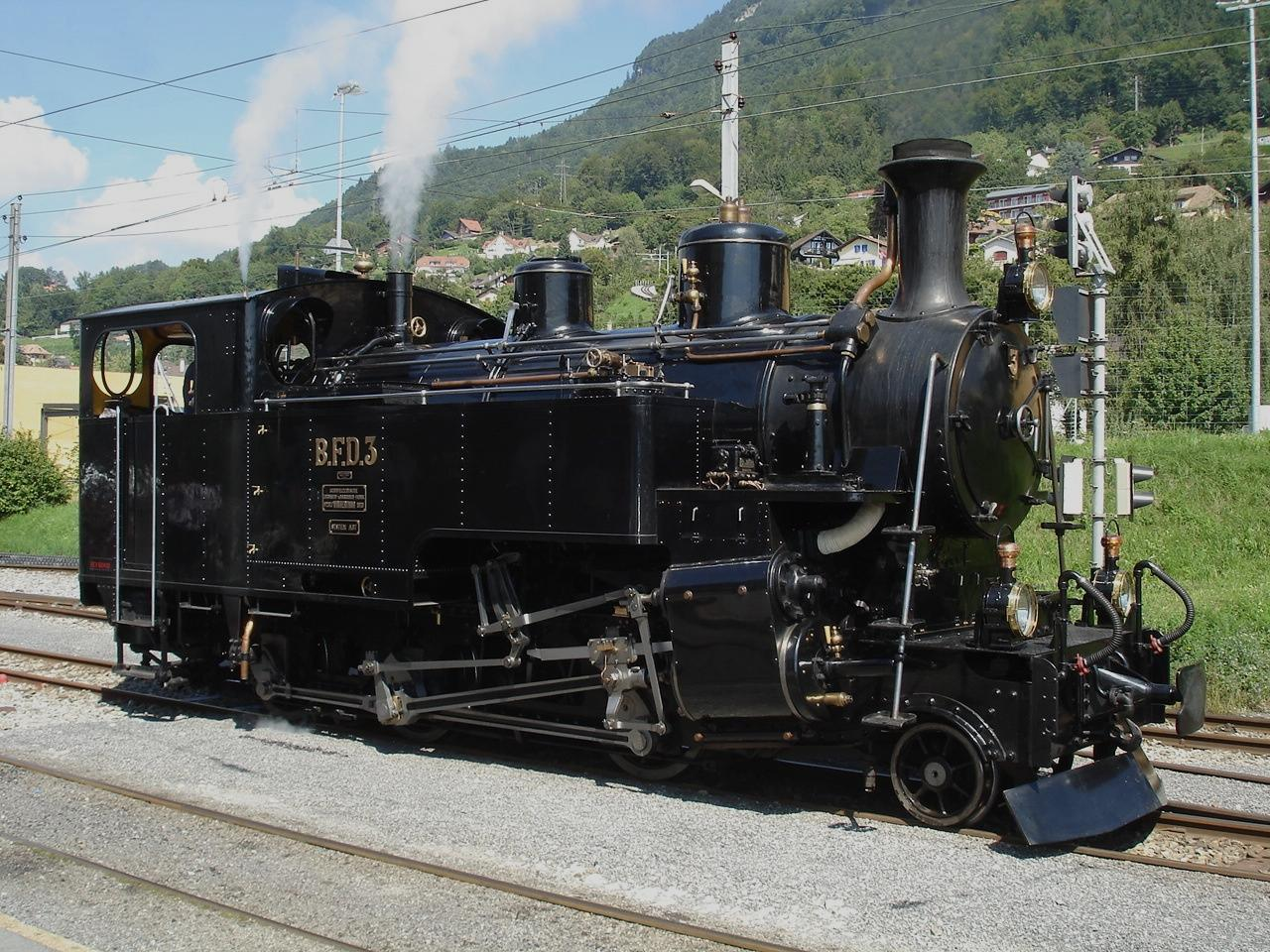
ブロネイ-シャンビィ博物館鉄道で動態保存されているHG3/4 3号機、2010年

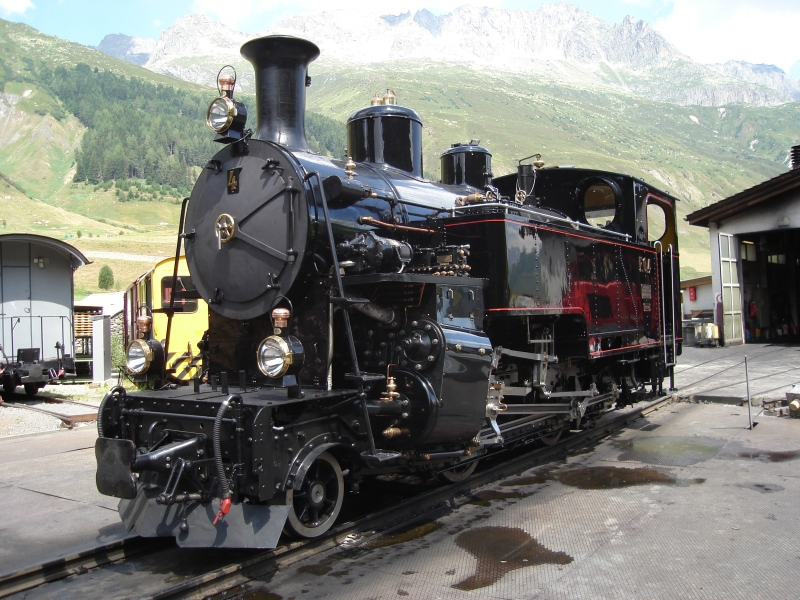
フルカ山岳蒸気鉄道で動態保存されているHG3/4 4号機、2006年頃

フルカ・オーバーアルプ鉄道HG3/4形蒸気機関車（フルカ・オーバーアルプてつどうHG3/4がたじょうききかんしゃ）は、かつてブリーク-フルカ-ディゼンティス鉄道 (Brig-Furka-Disentis-Bahn (BFD)) およびその後身のフルカ・オーバーアルプ鉄道（Furka-Oberalp-Bahn (FO)）で使用され、現在は保存鉄道であるフルカ山岳蒸気鉄道（Dampfbahn Furka-Bergstrecke (DFB)）で運行されている山岳鉄道用ラック式蒸気機関車である。

## 概要
マッターホルン・ゴッタルド鉄道のブリーク - ディゼンティス/ミュスター間は、アンデルマット - ゲシェネン間とともに2001年まではフルカ・オーバーアルプ鉄道として運行されていたが、もともとは1914年にスイス・フルカ鉄道会社が運営するブリーク-フルカ-ディゼンティス鉄道によって部分開業し、同鉄道の倒産後に軍事上の要請もあってフルカ・オーバーアルプ鉄道が運行と建設を引継いで全線を開業させた路線であった。この路線はスイス西部ローザンヌ方面やフランスから、ローヌ川やライン川の支流のいくつかの源流の地域への観光客の輸送を主な目的の一つとして建設されたもので、ローヌ川を水源のローヌ氷河まで遡り、フルカ峠で分水嶺を越えてライン川の支流のひとつであるロイス川を下り、次に交通の要衝でスイス軍の重要拠点であるアンデルマットからオーバーアルプロイス川をオーバーアルプ湖まで遡ってオーバーアルプ峠で分水嶺を越えてフォルダーライン川を下り、レーティッシュ鉄道のディゼンティス/ミュスターに接続してスイス東部まで至る山岳路線であった。このローヌ川源流方面には古くからいくつかの鉄道建設計画があり、建設に際してルートや急勾配に対応するためのラック式の採用の有無、電化/非電化などいくつかの方式が検討されていたが、ブリーク-フルカ-ディゼンティス鉄道でもラック式鉄道としてアプト式を採用する方式と、対応できる勾配は緩いものの、建設費の低減が図れるハンスコット式（フェル式の改良方式）を採用する案とが検討され、牽引する蒸気機関車として、ラック式鉄道用としてヴィンタートゥール式とアプト式の2種およびハンスコット式のものがいずれもSLMの設計により計画され、比較検討されていた。ハンスコット式は、通常の2本のレールの中央に敷設した平滑なレールの両面を左右から車輪で挟み、この車輪を駆動する方式であり、蒸気機関車の場合、粘着式駆動装置とは別にシリンダ・弁装置を備え台枠上部に装備された中間軸を駆動し、そこから平歯車と傘歯車で減速と回転方向の変更を行って、動輪の間などに装備された駆動輪を動作させるものとなっている。
また、ラック式鉄道で使用される蒸気機関車のうち、粘着式とラック式双方の駆動装置を装備する機体は、粘着動輪とラックレール用ピニオンの負荷を適切に分担させる必要があることと、一般的には粘着動輪とピニオンの径が異なるため、それぞれを別個に駆動して異なる回転数で動作させる必要があることから、4シリンダ式としてシリンダーおよび弁装置2式を装備するものがほとんどであり、ヴィンタートゥール式、アプト式、ベイヤー・ピーコック式、クローゼ式ほか名称の無いものも含めいくつかの方式が存在していた。本形式の設計にあたって検討された方式のうち、考案したSLMの所在地の名を採ったヴィンタートゥール式はラック式駆動装置用のシリンダを粘着式用のものの上部に配置して、台枠上部に装備された中間軸を駆動し、そこから1段減速で台枠に装備された駆動用のピニオンを駆動する方式であり、アプト式は、動輪の前後車軸間に駆動用のピニオンを装備した中間台枠を渡し、これを粘着式駆動装置用のシリンダの間に配置したラック式駆動装置用のシリンダで駆動する方式となっている。前者はスイス国鉄ブリューニック線のHG3/3形にも採用され、本形式でもこの機体をベースに検討がなされた方式で、駆動装置の長さが短く、機関車の全軸距を抑えることができることと、ピニオンが1段減速式であり、ラック式駆動装置の蒸気消費量を抑えられるという特徴があり、後者はラックレールのアプト式を考案したのと同じカール・ローマン・アプトが考案したもので、ピニオンが動輪の車軸に装荷されるため、ラックレールとピニオンの嵌合が機関車本体の動揺の影響を受けないという特徴があった。
ブリーク-フルカ-ディゼンティス鉄道が検討していた3案の蒸気機関車の概要は下表の通り。
| 方式                 | ハンスコット式 | ヴィンタートゥール式 | アプト式   |
| -------------------- | -------------- | -------------------- | ---------- |
| 車軸・シリンダ配置等 | Dbt h4v        | C1'zt h4v            | 1'Czzt h4v |
| 機関車重量           | 37t            | 30t                  | 34t        |
| 運転整備重量         | 43t            | 38t                  | 42t        |
| 動輪周上重量         | 43t            | 31.5t                | 36t        |
| 全伝熱面積           | 72m2           | 81m2                 | 84m2       |
| 全軸距               | 4800mm         | 約5100mm             | 5325mm     |
| 全長                 | 9300mm         | 約8500mm             | 8750mm     |

検討の結果、ディゼンティス/ミュスターで接続する、すでに開業済みであったレーティッシュ鉄道や、アンデルマットで接続する予定であった建設中のシェレネン鉄道および、ツェルマットからブリークまでの路線延長を計画していたフィスプ-ツェルマット鉄道との予定されていた客車の直通に際して、客車の台車周辺の機器やブレーキ用ピニオンとハンスコット式レールの干渉の問題や、同方式では90パーミル程度の最急勾配がアプト式では120パーミル以上に設定できるため、最終的にアプト式で路線が建設されることとなり、使用される機関車についてもフィスプ・ツェルマット鉄道で実績のあるHG2/3形をベースとしたアプト式を採用することとなってSLMでHG3/4形10機が製造されている。なお、鉄道の電化が早期に行われたスイスでは登山鉄道、山岳鉄道の電化も同様に早く、本形式はロイク-ロイカーバート鉄道の建設および事業用のHG2/2 1形およびスイス国鉄のHG3/3形の最終増備機である1068号機とともにスイス国内向けのラック式蒸気機関車としては最終期の機体となっているが、本形式を製造したSLMはスイス国内向けの生産が電気機関車に移行した後も世界各地向けにラック式蒸気機関車を生産して世界的に多くのシェアを占めるようになっており、その後1970年頃の統計では世界のラック式蒸気機関車の33%が同社製となっている。それぞれの機番とSLM製番、製造年は下記のとおりである。
- 1 - 2315 - 1913年
- 2 - 2316 - 1913年
- 3 - 2317 - 1913年
- 4 - 2318 - 1913年[12]
- 5 - 2415 - 1914年
- 6 - 2416 - 1914年
- 7 - 2417 - 1914年
- 8 - 2418 - 1914年
- 9 - 2419 - 1914年
- 10 - 2420 - 1914年

## 仕様
外観は太いボイラーに先輪と動輪を車軸配置1'Cに配置し、粘着動輪駆動用のシリンダの内側にピニオン駆動用のシリ ンダを配置しているもので、煙室扉周りや運転室周りを始め、全体にシンプルなデザインのスイス製蒸気機関車の標準的なスタイルである。

### 走行装置
- 主台枠は28mm厚鋼板を左右1408mm間隔（内寸1380mm）に配置した外側台枠式の板台枠、ボイラ台とシリンダブロックは鋳鉄製で、先輪と動輪を車軸配置1'Cに配置しており、動輪は910mm径、従輪は600mm径のいずれもスポーク車輪で第3に左右各23mmの横動量を設定して曲線通過時のレールへの横圧の低減を図っている。ラック方式はラックレールが2条のアプト式[13]で、第1動輪と第2動輪間の軸距を2000mmと長くとり、その間の主台枠内側に有効径688mm、18枚歯×2でブレーキドラム併設のラック区間用ピニオン2軸を930mmの間隔で装備した中間台枠を前後の動輪の車軸に乗掛ける形で装荷し、これを合わせて車軸配置を1'Czzとしている。
- シリンダは粘着動輪用とピニオン用とそれぞれ2シリンダずつの4シリンダ式で、左右台枠外側に径420mm×ストローク480mmの粘着動輪駆動用のシリンダを、内側に同じく560×480mmのピニオン駆動用のシリンダをそれぞれ後方へ1/8の傾斜を持たせて配置している。また、弁装置は粘着動輪用はワルシャート式、ピニオン用はジョイ式で、主動輪は粘着動輪は第2動輪、ピニオンは第2ピニオンに設定されていずれもサイドロッドで他の軸へ伝達する方式となっている。逆転ハンドルおよび加減弁は粘着動輪用/ピニオン用共用となっており、シリンダブロック内に装備した蒸気シリンダ駆動の切替弁を運転室から遠隔操作することによって、粘着式駆動装置のピストンバルブの蒸気出口からの蒸気を、ラック式駆動装置のピストンバルブの蒸気入口もしくはブラストパイプのどちらかに切り替えることでピニオン用の弁装置およびシリンダへの蒸気の供給を制御して、粘着動輪のみで走行する場合には粘着式駆動装置のみの2シリンダ単式、ラック区間走行時には粘着式駆動装置のシリンダを高圧シリンダ、ラック式駆動装置のシリンダを低圧シリンダとする4シリンダ複式として動作するものとなっている。

### ボイラー・その他
- ボイラーは内径1218mm（第1缶胴）、火室長1676mm、煙管長2950mm、全伝熱面積83.81m²、うち過熱面積17.20m²の過熱蒸気式であり、火室は110パーミルの下り勾配走行時に天板がボイラー水面上に出て空焚きとなることを防ぐための上部に後方へ110パーミルの傾斜がつけられている。また、石炭はキャブ後方の炭庫へ、水はサイドタンク式の水タンクへ搭載される。
- 正面には煙突前部もしくは煙室扉部に1箇所と、デッキ上もしくはランボード前端の左右の3箇所、後面は炭庫の下部左右と上部中央に丸型の引掛式の前照灯が設置されており、当初はオイルランプであったが、後に電灯式となっている。連結器は緩衝器を中央、その左右にフックとリングを装備したねじ式連結器で、左右のフックを車体内側でリンクで結合して、 曲線通過時の変位に応じて左右のリンクをそれぞれ伸縮させる構造となっているほか、併せて真空ブレーキ用の連結ホースを装備している。
- ブレーキ装置は反圧ブレーキ、手ブレーキ及び真空ブレーキである。基礎ブレーキ装置は粘着動輪は第1から第3の各動輪に片押式の踏面ブレーキが、ラック式ピニオン2基に併設されたブレーキドラムにバンドブレーキが装備され、粘着動輪用とピニオン用とでそれぞれ独立して真空ブレーキと手ブレーキが作用するために、ブレーキシリンダと手ブレーキハンドルはそれぞれ2組装備されている。

### 主要諸元
- 軌間：1000mm
- 方式：4シリンダ、過熱蒸気式タンク機関車
- 軸配置：1'Czz
- 最大寸法：全長8754mm、全幅2700mm、全高3620mm
- 機関車全軸距：5325mm
- 固定軸距：2000mm
- 動輪径：910mm
- 先輪径：600mm
- ピニオン有効径：688mm
- 自重：自重/運転整備重量：33.80t/42.02t
- 粘着重量：35.94t
- ボイラー
  - 火格子面積/火室伝熱面積/過熱面積/全伝熱面積：1.4m²/6.83m²/17.20m²/83.81m²
  - 煙管本数：小煙管103本/大煙管15本
  - 煙管長：2950mm
  - 使用圧力：14kg/cm²
- 粘着式駆動装置
  - シリンダ（高圧）：420mm×480mm（径×ストローク）
  - 弁装置：ワルシャート式
- ラック式駆動装置
  - シリンダ（高圧）：560mm×450mm（径×ストローク）
  - 弁装置：ジョイ式
- 出力：440kW
- 牽引トン数：60t（25パーミル、40km/hもしくは110パーミル、14km/h）
- 最高速度：粘着区間45km/h、ラック区間20km/h
- ブレーキ装置：手ブレーキ、真空ブレーキ、反圧ブレーキ
- 水搭載量：3.15m³
- 石炭搭載量：1.030t

## 運行

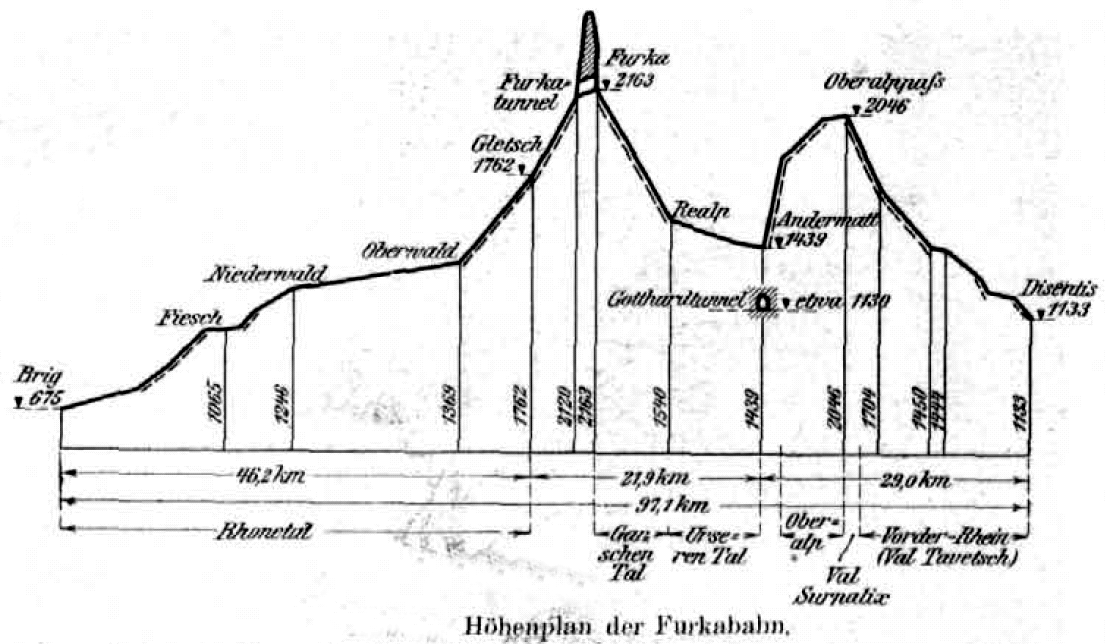
ブリーク-フルカ-ディゼンティス鉄道による建設計画時の線路高低図

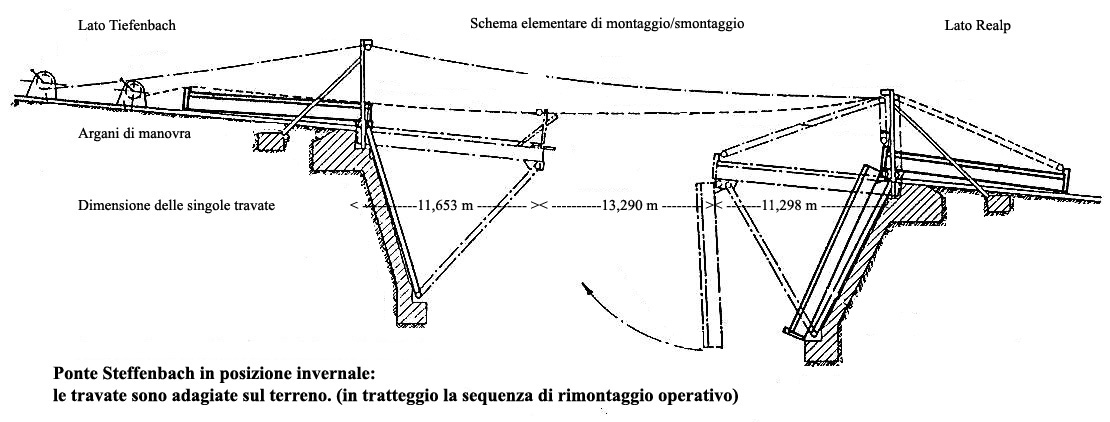
ブリーク-フルカ-ディゼンティス鉄道からフルカ・オーバーアルプ鉄道へ路線が引継がれた際に冬季は雪崩被害防止のために折り畳まれるように改修されたシュテッフェンバッハ鉄橋

### ブリーク-フルカ-ディゼンティス鉄道
- 旧フルカ・オーバーアルプ鉄道の本線は現在では全長96.9km、最急勾配110パーミル（粘着区間は67パーミル）、標高671-2033mで旧ブリーク・フィスプ・ツェルマット鉄道およびBLS AG[14]のレッチュベルクトンネルおよびレッチュベルクベーストンネル方面、スイス国鉄のローザンヌおよびシンプロントンネル方面と接続するブリークから、レーティッシュ鉄道のクール方面に接続するディゼンティス/ミュスターを結ぶ路線である。なお、沿線は豪雪地帯であり、アンデルマット - ディセンティス/ミュスター間は本形式が使用されていた電化前の1940年まで冬季は運休しており、同じく旧フルカ峠越え区間は1982年のフルカベーストンネル開業まで10月半ばから翌6月初めまでの冬季はオーバーヴァルト - レアルプ間を運休していた。
- 本形式は1913-14年に順次導入され、HG3/4 1-4号機については建設工事に使用するため、HG3/4 1および2号機がブリーク、3号機がディゼンティス/ミュスター、4号機がアンデルマットに配置された。その後、1914年6月30日のブリーク - グレッチ間の部分開業以降はHG3/4 10号機までが同鉄道での運行に使用されている。開業後同年9月30日までの夏ダイヤでの運行は以下のとおりであり、グレッチではグリムゼル峠方面およびフルカ峠方面の郵便馬車に接続していた。
  - ブリーク発（所要時間約2時間-2時間20分）：6:30、10:20（主要駅のみ停車）、13:15、16:37
  - グレッチ発（所要時間約2時間-2時間20分）：7:25、9:40、12:29（主要駅のみ停車）、16:05
- 開業時に用意された機材は本形式を含め以下の通り蒸気機関車10機、2軸客車10両、2軸ボギー客車30両、2軸貨車30両であり、本形式以外はいずれも1914年製であった。
  - 蒸気機関車
    - HG3/4形

  - 客車
    - AB4 51-55形（1/2等車）
    - BC4 151-155形（2/3等車）
    - C 201-210形（3等車）
    - C4 251-260形（3等車）
    - FZ4 351-360形（郵便/荷物車）

  - 貨車
    - K 401-410形（2軸有蓋車）
    - L 501-510形（2軸無蓋車）
    - M 601-610形（2軸平物車）

### フルカ・オーバーアルプ鉄道
- 1923年のブリーク-フルカ-ディゼンティス鉄道の破産に際して一旦全機が運行を停止したが、フルカ・オーバーアルプ鉄道に全機が引継がれて引続きの運行および全線開業に向けた建設工事に使用されており、1925年夏ダイヤ[15]当時の運行は以下の通りであった。
  - ブリーク発（所要時間約2時間20-40分）：7:05、11:00（7、8月の多客時のみ）、13:00（7月15日以降運転）、16:30
  - グレッチ発（所要時間約2時間15-30分）：6:30、11:40（7月15日以降運転）、15:20（7、8月の多客時のみ）、17:20
- 建設工事[16]は1925年に終了して試運転が実施され、冬季の運休期間を経て翌1926年7月4日にグレッチ - ディセンティス/ミュスター間 (50.7km) が開業して全線での運行が開始され、ディセンティス/ミュスターで接続するレーティッシュ鉄道との直通運転が開始されてクール - ブリーク間を客車が直通するようになったが、レーティッシュ鉄道は当時すでに電化されており、ディセンティス/ミュスターで機関車の交換がされていた。その後1927年にはBCFm2/2形[17]ラック式気動車の21及び22号機が導入されてローカル運用に充当されるようになり、1930年代においてはHG3/4形は10機で年間約140-197千km、BCFm2/2形は2機で約11-17千kmの走行距離であった。一方で、おなじく旧フルカ・オーバーアルプ鉄道のシェレネン線は本形式が運用されていた当時はシェレネン鉄道のHGe2/2形電気機関車を使用して運行されており、客車のみが直通しており本形式は同線では運行されていない。なお、1927年夏ダイヤのうち、ピーク期の7月1日-9月10日間での運行は以下の通り。
  - ブリーク - ディゼンティス/ミュスター間：3往復（いずれも主要駅のみ停車、所要約4時間45-5時間20分）
    - ブリーク発：9:04、11:15、13:00
    - ディゼンティス/ミュスター発：9:05、12:10、15:00

  - ブリーク - アンデルマット間：2往復（所要約3時間15分-4時間40分）
    - ブリーク発：6:45、17:00
    - アンデルマット発：7:46、15:55

  - アンデルマット - ディゼンティス/ミュスター間：1往復（所要約1時間40分）
    - アンデルマット発:9:00
    - ディゼンティス/ミュスター発：17:28

  - セドルン - ディゼンティス/ミュスター間：1往復（所要約25分）
    - セドルン発：8:10
    - ディゼンティス/ミュスター発：7:35
- 1930年6月6日には旧ブリーク・フィスプ・ツェルマット鉄道のブリーク - フィスプ間が開業してレーティッシュ鉄道のクールやサンモリッツからフルカ・オーバーアルプ鉄道を経由して旧ブリーク・フィスプ・ツェルマット鉄道のツェルマットまで客車の直通が行われるようになり、6月22日には現在まで運行の続く氷河急行の運転が開始されてフルカ・オーバーアルプ鉄道内では本形式がこれを牽引しているが、食堂車については本形式では牽引力が不足していたことと、使用されていたMITOROPA[18]のDr4ü 10-12形はキッチンの調理器具が電気暖房用の引通しから電力の供給を受ける全電化式のものであったため、レーティッシュ鉄道内のみの運行[19]となっていた。
- フルカ・オーバーアルプ鉄道の本線は1940-42年に両端で接続するレーティッシュ鉄道およびフィスプ-ツェルマット鉄道と同じ交流11000V 16 2/3Hzでの電化が順次なされて、HGe4/4I形電気機関車とBCFhe2/4形[20]電車とで運行されるようになり、第二次世界大戦の影響による有事の際の予備として8機がしばらくは存置されていたが、その後本形式は引続き工事列車や除雪列車などの事業用や入換用もしくは多客時の臨時列車や蒸気機関車と旧型客車による観光列車の牽引用としてHG3/4 3、4、5、10号機の4機が引続き使用されている。特に、標高 2431mのフルカ峠を全長1874m、標高最大2162mのフルカトンネルで越える区間は豪雪・雪崩多発地帯であり、電化後も10月半ばから翌6月初めまでの冬季はオーバーヴァルト - レアルプ間を運休して架線や架線柱を撤去し、フルカロイス川を越える勾配110パーミル、全長36mのシュテッフェンバッハ鉄橋についても両端1/3ずつを陸上へ引き上げ、そのうちの下流側端部1/3とともに河岸側へ引寄せられた中央部1/3は橋台に沿って下方へ折りたたむことによって雪崩の被害を回避していたため、春にはこれらや損傷した軌道の復旧および除雪を行っていたため多くの工事列車が必要となっていた。
- 4号機は1956-59年の間レーティッシュ鉄道に貸出されて主にクール駅構内の入換用として使用されたほか、工事列車やG4/5形蒸気機関車や同鉄道の旧型客車とともに観光列車を牽引している。

## 廃車・譲渡
- 電化によって通常の営業列車では使用されなくなった本形式は、1940年にHG3/4 7号機、1941年に6号機、1947年に1、2、8、9号機の各機がそれぞれ廃車となっている。
- 事業用等として残されていた機体も、HG3/4 5号機が1959年に廃車となり1968年に解体され、10号機が雪崩事故により1965年に廃車となったほか、1960年代頃には老朽化が進んでいたため、代替としてHGm4/4形ラック式電気式ディーゼル機関車が1967年に導入されたことに伴い、HG3/4 3号機は1967年、4号機は1972年にそれぞれ廃車となっている。3号機は廃車後に博物館鉄道であるブロネイ-シャンビィ博物館鉄道[21]に譲渡されて動態保存されている。

### モントルー・オーベルラン・ベルノワ鉄道（HGe3/4 6号機）
- スイス西部の1000mm軌間の私鉄であるモントルー・オーベルラン・ベルノワ鉄道[22]は1901-12年の開業に際してすでに全線が電化されて開業していたが、第二次世界大戦の影響により、有事の際のための予備機としてHGe3/4 6号機を1941年にツヴァイジンメンに配置している。本機は同鉄道の所属とはならず、また、実施にも使用されることはなく、1946年にはフランスのドーフィネ鉄道[23]に譲渡されている。

### ビエール-アプル-モルジュ鉄道G3/4 7形
- ビエール-アプル-モルジュ鉄道[24]はレマン湖北岸の街であり、ヴォー州モルジュのスイス国鉄と接続する標高382mのモルジュ駅から北方へ、途中標高639mのアプルを経由してジュラ山脈の山麓の街である標高692mのビールへ至る19.1kmの路線と、アプルから分岐して標高662mのリスル・モン＝ラ＝ヴィルに至る10.7kmの路線からなっており、前者は1895年1月7日に開業、後者は1896年9月12日にアプル-リスル鉄道[25]として開業したものが1899年にビエール-アプル-モルジュ鉄道に統合したものである。
- この路線は1943年に電化されており、それまではG3/3 1-4および6号機の計5機の蒸気機関車が使用されていたが、電化工事に伴う輸送量増加への対応のために1機を増備することとなり、1940年[26]にフルカ・オーバーアルプ鉄道からHG 3/4 7号機を授受している。同鉄道は通常の粘着式鉄道であるため、ラック式の駆動装置を撤去して粘着式専用のG 3/4 7号機として運行されている。電化工事終了後の1943年以降は使用されておらず、他の機体と同様有事の際の予備として存置された後、1946年には同鉄道のG3/3 1号機や前述の旧HG3/4 6号機とともにフランスのドーフィネ鉄道に譲渡されている。

### ドーフィネ鉄道6、7号機
- 1946年に前述の旧HGe3/4 6、7号機がフランスのドーフィネ鉄道に譲渡され、同番号のままの6および7号機として同鉄道の1000mm軌間の路線であるグルノーブルとル・ブール＝ドアザン間で使用されていた。同鉄道では連結器や砂箱の改造と空気ブレーキ化改造などが実施されて運行されている。7号機は1949年、6号機は1950年頃まで使用された後、両機とも1951年に廃車となり、7号機はトルコもしくはエジプトへ譲渡されたとも言われている。

### ダラット・タップチャム鉄道31-200形

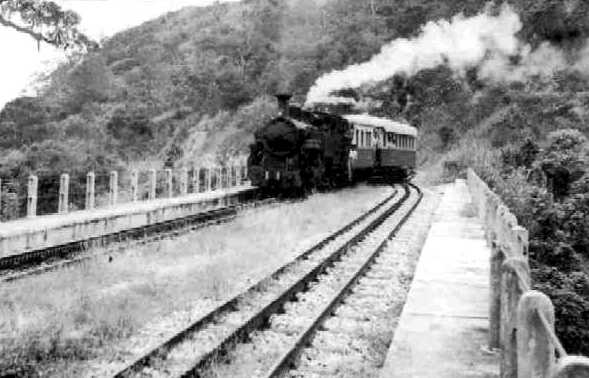
ダラット・タップチャム鉄道の列車、牽引機は31-200形（旧HG3/4形）のいずれかの機体

- HG3/4 1、2、8、9号機の4機は1947年にブリークから鉄道で輸送され、その後レマン湖畔のル・ブヴレで船積みされてマルセイユ、シンガポール経由で旧サイゴンに陸揚げされて、当時のインドシナ鉄道会社 (CFI)[27]に譲渡され、同鉄道が現在のベトナムで運行していたラック式鉄道であるダラット・タップチャム鉄道[28]で31-201から31-204号機として使用されている。譲渡前後の機番は以下の通りとなっており、31-200形という形式名は便宜的なものである。
  - HGe3/4 1 - CFI 31-201
  - HGe3/4 2 - CFI 31-202
  - HGe3/4 8 - CFI 31-203
  - HGe3/4 9 - CFI 31-204
- 同鉄道は1913-32年に当時のフランス領インドシナで開業したものであり、現在のニントゥアン省ファンラン＝タップチャム市のタップチャムから標高約1500mの避暑地のラムドン省ダラットに至る1000mm軌間、全長84kmの路線で、途中3箇所計12.5kmに最急勾配125パーミルのラック区間が敷設されている。この路線では開業以降スイスのSLMおよびドイツのエスリンゲン[29]製の車軸配置Dzz、ヴインタートゥール式の700形701-709号機（後の40-300形301-309号機）[30]が使用されており、HG3/4形はこの増備機として導入されている。
- 同鉄道では機体後部の炭庫の拡大、焚口の拡大、空気ブレーキ化とそれに伴う補機類の変更、スノープラウの撤去、連結器の変更などの改造を実施して40-300形とともに運行されており、1950年前後[31]にはベトナム側に運行が引継がれ、本形式もVHX[32]の31-201から31-204号機となっている。しかしながら、その後ベトナム戦争の激化などの影響により、1967年[33]には同線は運行を停止しており、本形式もダラットやタップチャムの車両基地跡に放置されていた。

## 動態保存

### ブロネイ-シャンビィ博物館鉄道HG3/4 3号機

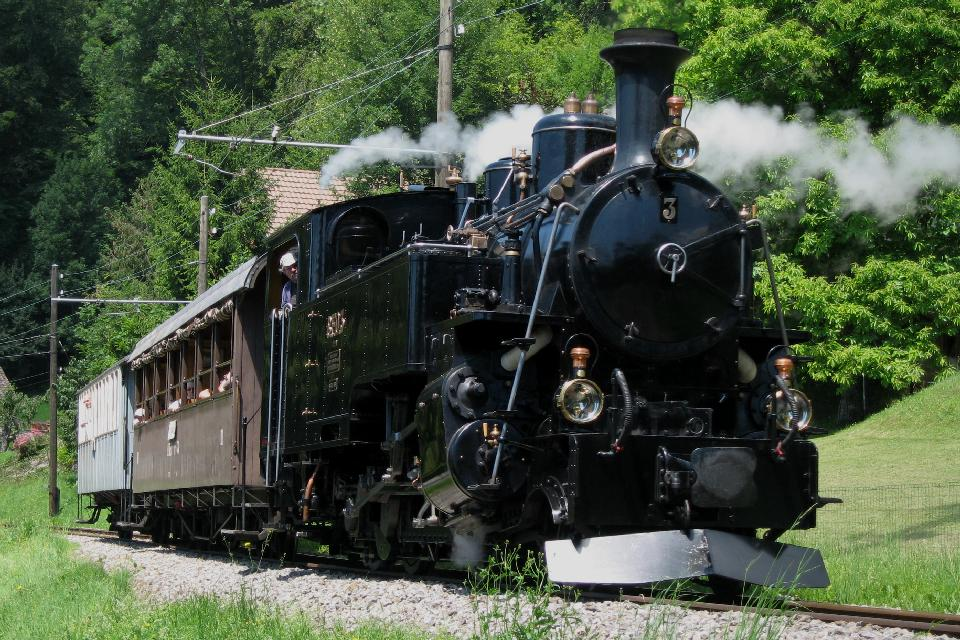
ほぼ原型のまま運行されるブロネイ-シャンビィ博物館鉄道HG3/4 3号機、2011年

- 1967年に廃車となったHG3/4 3号機は、1969年にスイス西部の博物館鉄道であるブロネイ-シャンビィ博物館鉄道に譲渡されている。同鉄道はもともとヴヴェイ電気鉄道[34]の一部路線が1968年に廃止になったものが、旧型の蒸気機関車、電車、電気機関車、客車などを運行する博物館鉄道となったものであり、本機は同鉄道でほぼ原形のまま動態保存されているが、機体の状況によって運行を停止していた時期もある。

### フルカ山岳蒸気鉄道HG3/4形

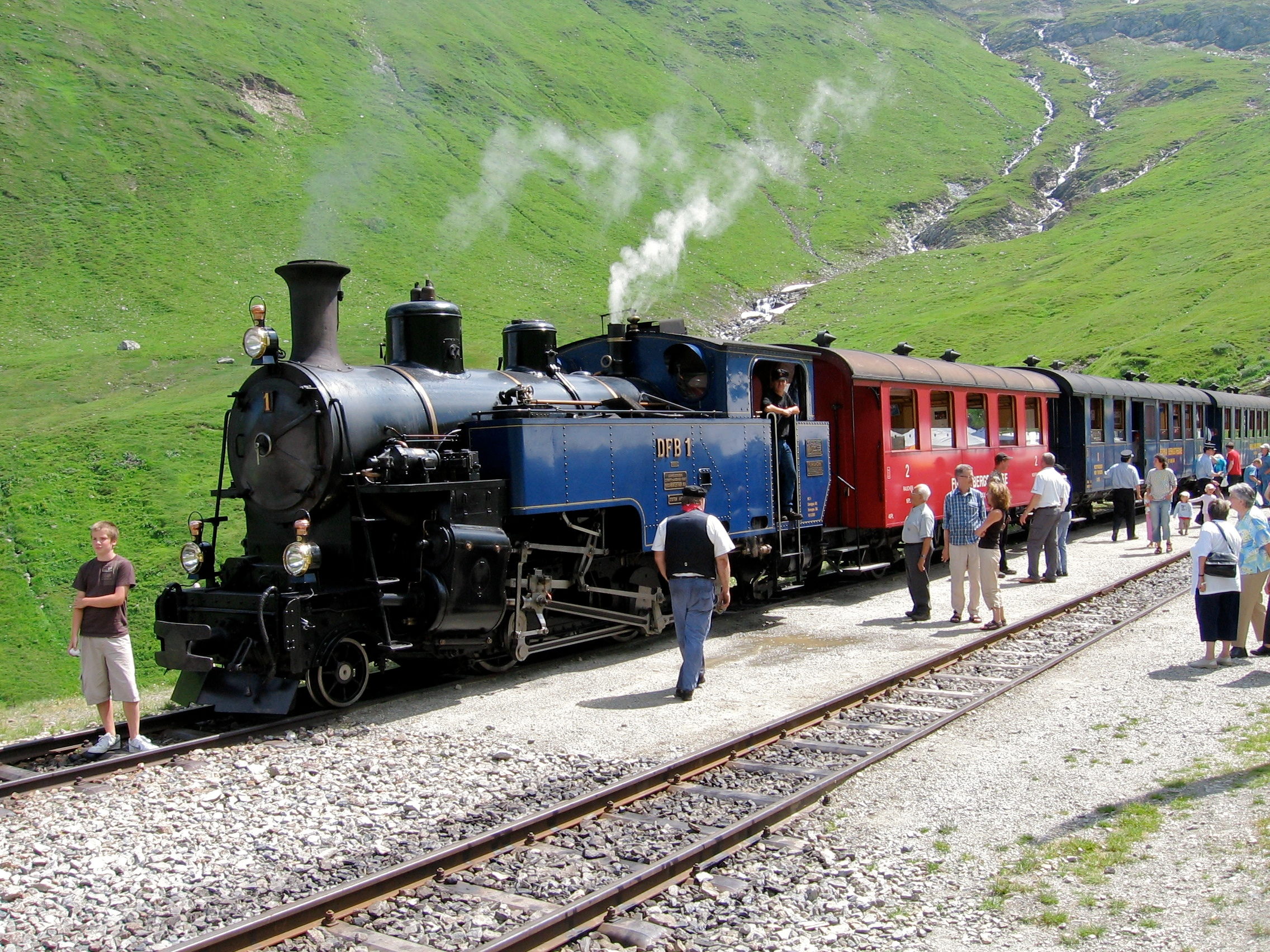
フルカ山岳蒸気鉄道で動態保存されているHG3/4 1号機、機体後部の拡大された炭庫はベトナムでの改造、煙室扉と連結器は復元時の改造、2006年頃

- フルカベーストンネル開業により廃線となったフルカ峠越えのレアルプ - オーバーヴァルト間は、1983年に設立されたフルカ山岳線協会[35]によって保存鉄道として復活させる計画が立案され、フルカ山岳蒸気鉄道[36]によって夏季運行の観光鉄道として1992年よりレアルプ側から順次非電化路線として復旧され、2010年に全線が開業している。この路線は主に旧フルカ・オーバーアルプ鉄道のHG3/4形の1、4、9号機と旧ブリーク・フィスプ・ツェルマット鉄道のHG2/3形の6、7号機の各蒸気機関車が当時の客車を牽引する列車によって運行されているほか、マッターホルン・ゴッタルド鉄道のHGm4/4形が旧形客車を牽引する観光列車なども設定されている。フルカ山岳鉄道で運行されるHG3/4形の機番、運行開始年、機体名は以下の通り。
- 1 - 1993年 - FURKAHORN
- 4 - 2006年
- 9（1993-99年は2号機として運行） - 1993年 - GLETSCHHORN

#### HG3/4 1、9号機
- フルカ山岳線協会はレアルプ - オーバーヴァルト間での運行に蒸気機関車を使用する方向で運行できる機体を探していたが、ベトナムのダラット・タップチャム鉄道で使用されていた31-200形（旧HG3/4 1、2、8、9号機）がベトナム戦争による運行停止後にダラットに放置されていたことを発見し、これらをスイスへ輸送して復活させる計画を「Back to Switzerland」運動として遂行した。この計画に基づき、旧HG3/4形4機と、もともと同鉄道で運行されていた40-300形のうちSLM製の2機が1990年8月から11月にかけてスイスに輸送され、そのうち状態の良かったHG3/4 1号機と9号機を動態保存用として修復し、他の機体を部品取り用とすることとなり、ドイツ鉄道系の車両メンテナンス会社のマイニンゲン蒸気機関車工場[37]で作業が進められた。なお、40-300形のうち304（旧704）号機についても2015年の動態保存に向けて修復作業中となっている。
- フルカ山岳蒸気鉄道は1992年7月11日から運行を開始したが、HG3/4 1号機は1993年7月9日から、旧9号機は8月25日からHG3/4 2号機として同線で運行を開始している。なお、運行開始に伴いHG3/4 1号機にはFURKAHORNの、2号機（もと9号機）には GLETSCHHORNの機体名が付与されたほか、機体はボイラーおよび下回りを黒、サイドタンクやキャブを濃青色に金色の細帯で縁取りを入れたものとなっており、連結器やブレーキ装置などはスイス仕様に戻されているが、後方へ拡大された炭庫や大型化された焚口扉はベトナムで改造されたままの状態となっており、煙室扉は修復に際して周辺部が平たい原形とは異なる形状のものとなっている。
- HG 3/4 2号機はその後1999年に元の機番のHG3/4 9号機に戻されている。

#### HG3/4 4号機
- 1972年に廃車となったHG3/4 4号機はブリークで静態保存された後、ミュンスター駅近くの保存庫で保管されており、1983年から1988年にかけて鉄道趣味団体であるオーバーヴァレー鉄道クラブ[38]の手により稼働状態に復元され、1988年にブリーク - グレンギオルス間で運行された後、時折団体列車の牽引用として運行されていた。その後1998年にフルカ・オーバーアルプ鉄道からフルカ山岳蒸気鉄道へリースされ、動態保存に向けて修復が行われ、2006年7月24日に運行を開始している。また、2010年にはフルカ・オーバーアルプ鉄道の後身であるマッターホルン・ゴッタルド鉄道からフルカ山岳鉄道へ譲渡されている。
- 本機はHG3/4 1および9号機とは異なりほぼ原形のまま修復されており、塗装も黒一色となっている。